# Гюнеш, Шенол
Шено́л Гюне́ш (тур. Şenol Güneş; род. 1 июня 1952, Трабзон) — турецкий футболист и тренер.

## Карьера игрока
Шенол Гюнеш в начале своей карьеры был вратарём любительской команды «Эрдогду Генчлик». Позже он перешёл в клуб высшего дивизиона «Трабзонспор», в котором провёл 15 сезонов. Вместе со своим клубом он завоевал 6 чемпионских титулов с 1975 по 1984 год.

## Карьера тренера
После окончания игровой карьеры Шенол стал помощником тренера в родном клубе. В 1994 году он был назначен на пост главного тренера «Трабзонспора». После неудачного финиша сезона 1995/96, в котором «Трабзонспор» проиграл борьбу за чемпионство «Фенербахче», отстав от него всего на 2 очка, Шенол Гюнеш покидает клуб. После этого он был поочередно тренером следующих команд: «Болуспор», «Истанбулспор», затем снова «Трабзонспор», «Антальяспор» и «Сакарьяспор».
В 2000 году Гюнеш неожиданно для многих становится главным тренером сборной Турции. Под его руководством команда закончила отборочный цикл на чемпионат мира 2002 года на втором месте в своей группе, после чего в стыковых матчах переиграла сборную Австрии. Турецкой команде удалось впервые за 48 лет попасть на чемпионат мира в Корее и Японии, на котором они сумели пробиться в полуфинал, где уступили со счётом 0:1 будущим победителям турнира бразильцам. В матче же за третье место турки победили одних из хозяев чемпионата, команду Южной Кореи со счётом 3:2 и завоевали бронзовые медали. Этот успех принёс Гюнешу звание «Тренер 2002 года» по версии УЕФА.
После того как сборная Турции под его руководством не смогла пробиться в финальную часть чемпионата Европы 2004 года, проиграв в стыковом матче сборной Латвии, Гюнеш был уволен с поста главного тренера сборной. После этого он в третий раз в свой карьере встал во главе «Трабзонспора», который тренировал с 2004 по 2006 год. После ряда неудач он покинул Трабзон и подписал в 2007 году трёхлетний контракт с ФК «Сеул».
11 июня 2015 года назначен главным тренером клуба «Бешикташ». Контракт был подписан на 2 года с возможностью продления ещё на 1 год. Со стамбульской командой Гюнеш дважды подряд побеждал в чемпионате Турции, выиграв таким образом первые чемпионские титулы в своей карьере.
28 февраля 2019 года официальный сайт Федерации футбола Турции сообщил, что Гюнеш вновь займёт пост главного тренера сборной Турции, приступив к работе с 1 июля. Однако уже в марте тренер возглавил сборную в отборочных матчах к Евро 2020.
10 сентября 2021 года Гюнеш покинул пост главного тренера сборной Турции.
10 сентября 2024 года Гюнеш подписал контракт с «Трабзонспор» на 2+1 года, став главным тренером клуба.

## Достижения

### В качестве игрока
«Трабзонспор»
- Чемпион Турции (6): 1975/76, 1976/77, 1978/79, 1979/80, 1980/81, 1983/84
- Обладатель Кубка Турции (3): 1976/77, 1977/78, 1983/84
- Обладатель Суперкубка Турции (3): 1975/76, 1977/78, 1984/85

### В качестве тренера
«Трабзонспор»
- Вице-чемпион Турции (4): 1994/95, 1995/96, 2004/05, 2010/11
- Обладатель Кубка Турции (2): 1994/95, 2009/10
- Обладатель Суперкубка Турции (2): 1995, 2010

«Сеул»
- Вице-чемпион Кореи: 2007/08

Сборная Турции
- Бронзовый призёр чемпионата мира 2002
- Бронзовый призёр Кубка конфедераций 2003

Бешикташ
- Чемпион Турции (2): 2015/16, 2016/17

### Личные
- Футболист года в Турции: 1979
- Тренер года по версии УЕФА: 2002
- Государственная медаль Турецкой Республики «За выдающиеся заслуги»[тур.]: 2002.